# Гринвуд Вилиџ (Колорадо)
Гринвуд Вилиџ (енгл. Greenwood Village) град је у америчкој савезној држави Колорадо.

## Демографија
По попису из 2010. године број становника је 13.925, што је 2.89 (26,2%) становника више него 2000. године.
| Група             | 2000.          | 2010.          |
| Белци             | 10.110 (91,6%) | 11.795 (84,7%) |
| Афроамериканци    | 126 (1,1%)     | 221 (1,6%)     |
| Азијати           | 281 (2,5%)     | 1.006 (7,2%)   |
| Хиспаноамериканци | 344 (3,1%)     | 626 (4,5%)     |
| Укупно            | 11.035         | 13.925         |